# Honky Tonk Women
Honky Tonk Women è un brano musicale della rock band dei Rolling Stones, pubblicato come singolo in Gran Bretagna il 4 luglio 1969 e una settimana dopo negli Stati Uniti. Il brano riaggiunse la vetta della classifica in entrambi i Paesi.
La rivista Rolling Stone ha inserito la canzone alla posizione numero 116 nella "lista delle migliori 500 canzoni di sempre" da loro redatta nel 2004.

## Descrizione

### Composizione e registrazione
La canzone fu scritta da Mick Jagger e Keith Richards mentre erano in vacanza in Brasile nell'inverno del 1968/1969. Ispirata dai gauchos brasiliani presenti nel ranch di Matão, a São Paulo, dove soggiornavano Jagger e Richards, il brano venne originariamente concepito come una canzone country acustica.
La band registrò due versioni della canzone: quella che apparve su singolo e un'altra versione in stile honky-tonk chiamata Country Honk con un testo leggermente differente, che fu pubblicata sull'album Let It Bleed. Inoltre, la versione dal vivo contenuta in Get Yer Ya-Ya's Out! differisce da tutte e due le altre versioni, contenendo una diversa introduzione chitarristica e parole totalmente differenti nella seconda strofa del testo. Un'ulteriore apparizione è sulla compilation Through the Past, Darkly (Big Hits Vol.2) pubblicata nel 1969.
In gergo, una "honky tonk woman" ("donna honky tonk") è un termine utilizzato in America per indicare le ballerine da saloon che spesso sono anche delle prostitute. Nella versione su singolo l'ambientazione del brano si svolge a Memphis, mentre in Country Honk l'azione è spostata a Jackson.

Iª versione:

IIª versione:

Ry Cooder ha affermato di essere l'autore del principale riff di chitarra che apre la canzone, accusando i Rolling Stones di essersene appropriati senza citarlo nei crediti in alcun modo.

### Pubblicazione
Il brano conquistò il primo posto nella classifica Billboard Hot 100 per quattro settimane di fila a partire dal 23 agosto 1969. Il singolo venne pubblicato in Gran Bretagna il giorno dopo la morte di Brian Jones raggiungendo il primo posto il 23 luglio. You Can't Always Get What You Want era la B-side.
In Svizzera arriva primo, in Germania e Norvegia secondo ed in Austria ed Olanda quarto.

## Formazione
- Mick Jagger - voce
- Keith Richards - chitarra solista, ritmica, cori
- Mick Taylor - chitarra solista
- Bill Wyman - basso
- Charlie Watts - batteria

Altri musicisti
- Reparata e dei Delroni - cori
- Nanette Workman - cori (accreditato come "Nanette Newman")
- Doris Troy - cori
- Ian Stewart - pianoforte
- Steve Gregory e Bud Beadle - sassofoni

## Country Honk
Country Honk è la versione country di Honky Tonk Women, pubblicata cinque mesi dopo sull'album Let It Bleed.
Secondo alcune fonti, Country Honk venne registrata negli studi dell'Elektra a Los Angeles. E Byron Berline avrebbe suonato la sua parte di violino nella traccia registrandola in presa diretta direttamente dalla strada sul marciapiede di Wilshire Boulevard. Sam Cutler, il tour manager dei Rolling Stones, suona il clacson all'inizio del brano. Altre fonti affermano invece che la canzone sia stata incisa agli Olympic Studios proprio dopo Honky Tonk Women, con solamente la parte di violino suonata da Berline sovraincisa in un secondo momento agli Elektra Studios.

## Formazione
The Rolling Stones
- Mick Jagger – voce
- Keith Richards – chitarra acustica, cori
- Mick Taylor – slide guitar
- Charlie Watts – batteria

Musicisti aggiuntivi
- Byron Berline – fiddle
- Nanette Workman – cori

## Cover
- Ike & Tina Turner nel 1970 eseguivano spesso la canzone dal vivo.[7]
- Waylon Jennings sull'LP Singer of Sad Songs del 1970.
- Albert King nel suo album Lovejoy ne canta una versione in cui vengono accentuati i riferimenti alla prostituzione nella prima strofa: «I met a gypsy barroom queen in Memphis / and on the street the summer sun did shine / The sweetest rose that ever grows in Memphis / I just can't seem to drink her off of my mind.»
- Joe Cocker esegue il brano dal vivo nel suo album Mad Dogs & Englishmen del 1970.
- The Meters, traccia finale dell'album Trick Bag (1976).
- La versione di Gram Parsons, è stata pubblicata nel 1976 sulla compilation di rarità ed inediti Sleepless Nights, con un testo leggermente modificato ed un arrangiamento musicale che combinata le due versioni pubblicate dagli Stones.
- Prince nel bootleg giapponese The Undertaker pubblicato nel 1993.
- Gli Humble Pie nel 1973 sull'album Eat It.
- Ali Campbell nell'album del 2010 Great British Songs.
- Elton John eseguì la canzone in concerto il 17 novembre 1970, versione che apparve sull'album live 11-17-70.
- Taj Mahal sull'album Blue Light Boogie.
- I Free la eseguirono nel loro Live in Japan del 1972, in formazione con organista John Bundrick e il bassista Tetsu Yamauchi.